# Min brors fru
Min brors fru (My Brother's Wife) är en amerikansk TV-film från 1989 i regi av Jeck Bender. Bygger på pjäsen The Middle Ages av A.R. Gurney.

## Handling
Barney är familjens svarta får, han möter Elanor på en julfest och faller för henne. Men hon faller för hans bror.

## Om filmen
Filmen hade världspremiär i USA den 17 december 1989 och svensk premiär på Kanal 1 den 11 september 1992.

## Rollista (komplett)
- John Ritter - Barney
- Mel Harris - Eleanor Goldberg-Rusher
- Dakin Matthews - Charles Rusher
- Lee Weaver
- David Byron - Billy Rusher
- Polly Bergen - Myra Gilbert
- Richard Marion - fotograf
- Glenn Dixon - präst
- Ruth C. Engel - flygplanspassagerare